# Paul Schraermeyer
Paul Schraermeyer (* 20. Juni 1884 in Meyenburg; † 1955) war von 1924 bis 1945 Landrat des preußischen Landkreises Hechingen.

## Leben
Paul Schraermeyer, Sohn eines Kaufmanns aus Brandenburg, studierte in Tübingen und Göttingen. Er trat als Jurist in den Staatsdienst ein.
In der nationalsozialistischen Zeit galt er für NSDAP-Kreise als ein dem Klerus zugeneigter schwarzer Reaktionär. Zum 1. Mai 1937 trat er in die NSDAP ein. In der Reichspogromnacht 1938, als in Hechingen die Inneneinrichtung der dortigen Synagoge zerstört wurde, ordnete Landrat Schraermeyer auf Befehl der Gestapo Sigmaringen noch in derselben Nacht die Verhaftung von 15 „tunlichst reiche(n) Juden“ an; fünf der Inhaftierten Hechinger Juden wurden in das KZ Dachau überführt. 1947 musste er sich wegen der Deportation der Haigerlocher Juden am Landgericht Hechingen verantworten. Wegen Verbrechen gegen die Menschlichkeit wurde er zu 27 Monaten Gefängnis verurteilt, jedoch bereits ein Jahr später im Revisionsverfahren freigesprochen. Die französischen Besatzungsbehörden stellten aus diesem Anlass fest, dass der Prozess große Emotionen in der Bevölkerung auslöste und dass 90 % der Bevölkerung des Landkreises auf Seiten des Angeklagten stünden, für den die CDU und vor allem der Klerus sich propagandistisch einsetzten.
Schraermeyer war Mitglied der katholischen Studentenverbindungen AV Guestfalia Tübingen und der AV Palatia Göttingen, beide im Cartellverband (CV).
1929 bis 1933 war er Mitglied im Kommunallandtag der Hohenzollernschen Lande.